# بتانی دونافین
بتانی دونافین (انگلیسی: Bethany Donaphin؛ زادهٔ ۲۷ اوت ۱۹۸۰) بازیکن بسکتبال اهل ایالات متحده آمریکا است.